# Pfarrhaus Hohenbucko
Das Pfarrhaus Hohenbucko ist ein unter Denkmalschutz befindliches Bauwerk in der Gemeinde Hohenbucko am westlichen Rand der Rochauer Heide im südbrandenburgischen Landkreis Elbe-Elster.

## Baubeschreibung und Geschichte
Das Hohenbuckoer Pfarrhaus befindet sich unmittelbar östlich der aus dem 13. Jahrhundert stammenden Dorfkirche. Die Entstehungszeit des Bauwerks wird auf das Jahr 1910 datiert. Bei dem Gebäude handelt es sich um einen eingeschossigen Sichtziegelbau mit vorstehendem Feldsteinsockel. Versehen wurde es mit einem Satteldach. Seine Fassade ist symmetrisch gegliedert. Weiters wurde der Eingangsbereich als Risalit mit Zwerchhausgiebel gestaltet. Die segmentbogigen Fenster sind mit Klappläden ausgestattet.
In seinem Inneren befindet sich linkerhand die ehemalige Pfarrwohnung mit Kammer und die heute als Gemeindesaal genutzte Stube. Auf der rechten Seite sind das einstige Amtszimmer, eine Kammer, Konfirmandenzimmer, die Küche sowie eine Speisekammer zu finden. Das Dachgeschoss wurde ursprünglich in ein Mädchenzimmer und drei Schlafkammern aufgeteilt. Außerdem ist hier eine Räucherkammer zu finden.